# Анафилотоксины
Анафилотоксины (от др.-греч. ἀνά- «против-», + φύλαξις «защита» и др.-греч. τοξικός  — «ядовитый») — активные фрагменты системы комплемента (C3a, C4a, C5a). Образуются при активации системы комплемента. Компоненты комплемента C3, C4 и C5 являются крупными гликопротеинами, которые участвуют в иммунном ответе, в том числе в аллергических реакциях немедленного типа — анафилаксии и защите организма. Они обладают широким спектром физиологических воздействий и протеолитически активируются путём расщепления на определённом участке, формируя a- и b-фрагменты. А-фрагменты образуют различные структурные области, включающие примерно 76 аминокислот, кодируемых одним экзоном в гене комплементарного белка. Компоненты C3a, C4a и C5a называются анафилатоксинами: они вызывают сокращение гладких мышц, высвобождение гистамина из тучных клеток и повышенную проницаемость сосудов. Они также опосредуют хемотаксис, воспаление и образование цитотоксических кислородных радикалов (АФК). Данные белки являются очень гидрофильными, состоящими в основном из α-спиральной структуры, удерживаемой посредством 3-х дисульфидных мостиков.

## Функции
Анафилатоксины способны вызывать дегрануляцию (высвобождение веществ) эндотелиальных клеток, тучных клеток или фагоцитов, что вызывает местную воспалительную реакцию. Если дегрануляция широко распространена, она может вызвать шокоподобный синдром, сходный с аллергической реакцией.

Анафилатоксины косвенно опосредуют:
- сокращение гладкомышечных клеток, например, вызывая бронхоспазмы;
- увеличение проницаемости кровеносных капилляров;
- C5a косвенно опосредует хемотаксис — рецептор-опосредованное движение лейкоцитов в направлении увеличения концентрации анафилатоксинов.

## Примеры
Наиболее важные анафилатоксины:
- C5a обладает самой высокой специфической биологической активностью и способен воздействовать непосредственно на нейтрофилы и моноциты, ускоряя фагоцитоз патогенов.
- С3а взаимодействует с С5а, активируя тучные клетки, привлекая антитела, комплемент и фагоцитирующие клетки, а также увеличивая количество жидкости в тканях, что способствует запуску адаптивного иммунного ответа.
- С4а — наименее активный анафилатоксин.